# Leipziger Universitätschor
Der Leipziger Universitätschor (LUC) ist ein gemischter Chor mit ungefähr 100 Studierenden aller Fachrichtungen der Universität Leipzig. Gegründet im Jahre 1926 als Madrigalkreis Leipziger Studenten trägt er seit 1938 seinen jetzigen Namen.

## Geschichte

### Ursprünge
Am Abend des 17. Juni 1926 gründete Friedrich Rabenschlag in seinem Studentenzimmer im Leipziger Bachviertel in der zweiten Etage des Hauses Moschelesstraße 11 den Madrigalkreis Leipziger Studenten (MLS). Der kleine Laienchor führte fortan vor allem A-cappella-Werke der Renaissance auf.
Mit der Berufung Rabenschlags zum Kantor der Universitätskirche St. Pauli im Jahr 1933 wurde auch die Universitätskirche verstärkt zum Wirkungsort des Madrigalkreises. Der Madrigalkreis und die Universitätskantorei fanden sich immer häufiger zu gemeinsamen Projekten zusammen, so dass 1938 der Zusammenschluss beider Chöre zum Leipziger Universitätschor vollzogenen wurde. Der Universitätschor übernahm nun die Funktion eines Kirchenchores.

### Nachkriegszeit und DDR
Friedrich Rabenschlag selbst leitete den Universitätschor bis zum Jahre 1962. Am 27. November 1962 gab er die Leitung seines Chores krankheitsbedingt auf. Sein Nachfolger wurde Hans-Joachim Rotzsch, der nach seiner Berufung zum Thomaskantor 1972 den Chor noch bis 1973 leitete. Eine wichtige Rolle im Zeitgenössischen Repertoire in dieser Zeit spielte der Komponist Hans Krause-Graumnitz, der in seiner Studienzeit selbst Chormitglied war. Zum Bachfest am 2. Juni 1966 sang der Chor die Uraufführung des Auftragswerkes Das unsere. Acht Chorpoeme für vier bis achtstimmingen Chor a cappella von Krause-Graumnitz und wiederholte Auszüge daraus in einem A-cappella-Konzert ein Jahr später.
In Rotzschs Amtszeit fiel die am 30. Mai 1968 erfolgte ideologisch motivierte Sprengung der kunstgeschichtlich unersetzlichen Universitätskirche, womit der Chor seine angestammte Wirkungsstätte verlor. Am 19. Dezember 1973 wurde Max Pommer zum Dirigenten des Leipziger Universitätschors berufen. Unter seiner Leitung widmete sich der Chor vor allem einer lebendigen historischen Aufführungspraxis, führte aber auch Werke von Paul Dessau und Alfred Schnittke auf.
Im Herbst 1987 übernahm Wolfgang Unger die künstlerische Leitung des Chores. Unter Unger gab es einige Neuerungen. Ab Herbst 1989 sang der Chor erstmals wieder in den Akademischen Gottesdiensten in St. Nikolai.

### Ab 1990
1991 wurde mit Wolfgang Unger wieder ein Universitätsmusikdirektor der Universität Leipzig berufen, der letzte Universitätsmusikdirektor war Friedrich Rabenschlag. Ebenfalls 1991 gründete sich der Förderkreis Leipziger Universitätschor e. V. Zu seinem 65. Jubiläum und in memoriam Friedrich Rabenschlag führte der Chor am 22. November 1991 das Requiem in d-Moll (KV 626) von Mozart auf. Anlässlich des 25. Jahrestages der Sprengung von Universitätskirche und Augusteum gestaltete der Chor am 26. Mai 1993 ein Gedenkkonzert im Gewandhaus, dieses war zugleich das letzte öffentliche Konzert des Thomasorganisten Hannes Kästner vor seinem Tod. Wolfgang Unger leitete den Chor bis zu seinem frühen Tod im Jahre 2004.
Seit Februar 2005 steht der Chor unter der Leitung von Universitätsmusikdirektor David Timm.
Regelmäßige Aufführungen Bachscher Oratorien gehören ebenso zum Programm des Chores wie die A-cappella-Musik der Renaissance und der Romantik sowie die Erarbeitung zeitgenössischer Kompositionen. Zu den Höhepunkten des Konzertjahres gehört zur Passionszeit die Aufführung einer Passion von Bach, am Ewigkeitssonntag die Aufführung einer Totenmesse und zur Weihnachtszeit erklingt alljährlich Bachs Weihnachtsoratorium. Nachdem ab 1993 die Konzerte des Universitätschors in der Peterskirche stattfanden, finden sie nun im Paulinum – Aula und Universitätskirche St. Pauli statt, welches an der Stelle der gesprengten Paulinerkirche gebaut wurde.

## Leitung des Chores
- 1926–1962: Friedrich Rabenschlag
- 1962–1963: Christoph Schneider (ad interim)
- 1963–1973: Hans-Joachim Rotzsch
- 1973–1987: Max Pommer
- 1987–2004: Wolfgang Unger
- 2004–2005: Ulf Wellner (ad interim)
- seit 2005: David Timm

## Konzerthöhepunkte des Chores
- 22. Mai 2007: Richard Wagner, konzertante Aufführung der „Meistersinger von Nürnberg“ (Schauspielhaus, Leipzig)
- 31. März 2007: Johann Sebastian Bach, „Markus Passion“ (Thomaskirche, Leipzig)
- 15. März 2007: Giuseppe Verdi, „Messa da Requiem“ (Kathedrale von Sevilla/Spanien)
- 26. November 2006: Giuseppe Verdi, „Messa da Requiem“ (Thomaskirche, Leipzig)
- 14. Juli 2006: Carl Orff, „Carmina Burana“ (Bundesverwaltungsgericht, Leipzig)
- 20. November 2005: Johannes Brahms, „Ein deutsches Requiem“